# Friedrich Loth
Friedrich Loth (* 11. Oktober 1806 in Rothenditmold (Stadtteil von Kassel); † 2. Oktober 1884 ebenda) war ein deutscher Gutsbesitzer und Bürgermeister sowie Mitglied der kurhessischen Ständeversammlung.

## Leben
Friedrich Loth war Gutsbesitzer und übte in seinem Heimatort das Amt des Bürgermeisters aus, als er in den Jahren von 1849 bis 1850 und 1862 bis 1866 ein Mandat für die kurhessische Ständeversammlung hatte. Er gehörte zu den Abgeordneten im Kreis des Carl Oetker, die gegen die Regierung von Ludwig Hassenpflug opponierten. 
Die Ständeversammlung wurde nach den Unruhen im Jahre 1830 zum Zweck der Beratung und Verabschiedung einer Verfassung gebildet und hatte bis 1866 Bestand, als das Land Hessen durch Preußen annektiert wurde. 